# Thomas Caplin
Thomas Caplin, född 1960 i Malmö, är en svensk dirigent och musikpedagog verksam i Norge. 

## Biografi
Caplin är född och uppväxt i Malmö och utbildad sångare, dirigent och körpedagog vid Det Kongelige Danske Musikkonservatorium och Kungliga Musikhögskolan i Stockholm. Han har haft en rad uppdrag som körpedagog och dirigent runt om i Norden. Han är sedan 1989 lektor vid lärarutbildningen i Hamar, Norge.
Han har också undervisat i körledning vid Kungliga Musikhögskolan, i Tallinn och haft seminarier runt om i Norge. Caplin har också varit gästdirigent i Lunds Studentsångförening.
Caplin utsågs 2004 till  "Årets kordirigent" av Foreningen Norske Kordirigenter (FONOKO). Han är dirigent för Collegium Vocale och var dirigent för Den norske Studentersangforening 2003–2008.
2008 utsågs han till dirigent ("sånganförare") i Lunds Studentsångförening.